# Martin Espernberger
Martin Espernberger (Linz, 20 dicembre 2003) è un nuotatore austriaco.

## Carriera
Specializzato nella farfalla, ha vinto la medaglia di bronzo nei 200m farfalla ai Mondiali di Doha 2024.

## Palmarès
- Mondiali

Doha 2024: bronzo nei 200m farfalla.